# Річард Пепін
Річард Пепін (англ. Richard Pepin; 8 лютого) — режисер, продюсер та кінооператор.

## Біографія
Річард Джозеф Пепін народився в Канаді. Відомий своїми науково-фантастичними фільмами. Як режисер зняв 14 фільмів і продюсував більше 100. Один із власників кінокомпанії PM Entertainment Group разом з Джозефом Мерхі і Джорджем Шамі.

## Фільмографія
- 1993 — Бути найкращим / To Be the Best
- 1995 — Голографічна людина / Hologram Man
- 1995 — Сталева межа / Steel Frontier
- 1996 — Ліквідатор / The Sweeper
- 1997 — Підземелля / The Underground
- 1997 — Ціль номер один / Executive Target
- 1998 — Посланник / The Sender
- 1998 — Таємне життя / Extramarital
- 1999 — Завтра не прийде ніколи / No Tomorrow
- 2000 — Епіцентр / Epicenter
- 2000 — Бродяга / The Stray
- 2001 — Мозкова атака / Mindstorm
- 2003 — Фатальна знахідка / The Box